# Сарруй
Сарру́й (фр. Sarrouilles, окс. Sarrolhas) — коммуна во Франции, находится в регионе Юг — Пиренеи. Департамент — Верхние Пиренеи. Входит в состав кантона Семеак. Округ коммуны — Тарб.
Код INSEE коммуны — 65410.

## География

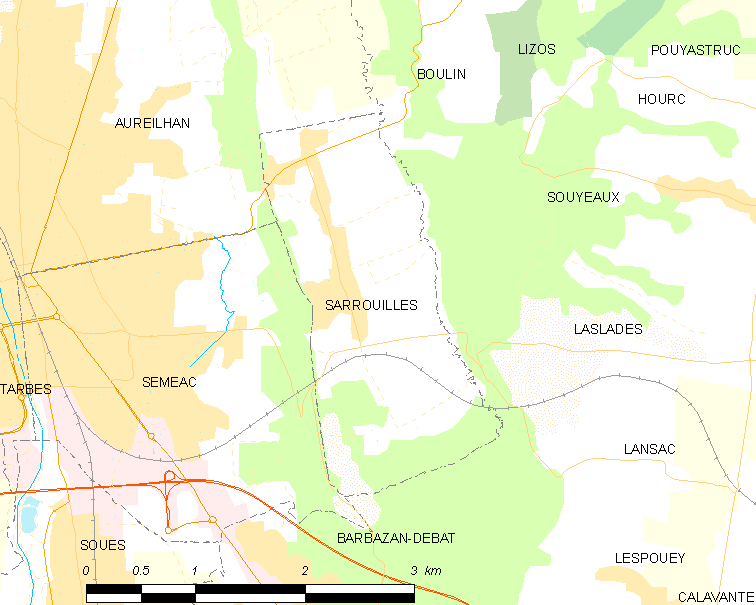
Карта коммуны

Коммуна расположена приблизительно в 650 км к югу от Парижа, в 115 км западнее Тулузы, в 5 км к востоку от Тарба.
Коммуна расположена в местности Бигорр. На западе коммуны протекает река Ус.

## Климат
Климат умеренно-океанический с солнечной тёплой погодой и обильными осадками на протяжении практически всего года.

## Население
Население коммуны на 2010 год составляло 559 человек.
| 1962 | 1968 | 1975 | 1982 | 1990 | 1999 | 2010 |
| ---- | ---- | ---- | ---- | ---- | ---- | ---- |
| 346  | 360  | 415  | 468  | 526  | 548  | 559  |

## Администрация
| Период | Период | Фамилия        | Партия                  | Примечания |
| ------ | ------ | -------------- | ----------------------- | ---------- |
| 1959   | 1977   | Жюль Лассаль   | беспартийный            |            |
| 1977   | 2014   | Мишель Жуанолу | Социалистическая партия |            |
| 2014   | 2020   | Ален Тальбо    | Социалистическая партия |            |

## Экономика
В 2010 году среди 360 человек трудоспособного возраста (15-64 лет) 257 были экономически активными, 103 — неактивными (показатель активности — 71,4 %, в 1999 году было 69,0 %). Из 257 активных жителей работали 239 человек (129 мужчин и 110 женщин), безработных было 18 (9 мужчин и 9 женщин). Среди 103 неактивных 36 человек были учениками или студентами, 45 — пенсионерами, 22 были неактивными по другим причинам.